# Mento
Mento é um estilo de música tradicional jamaicana que antecedeu e teve forte influência sobre outros estilos musicais desse país como o ska, o rocksteady e o reggae.